# 青森市立泉川小学校
青森市立泉川小学校（あおもりしりつ いずみかわしょうがっこう）は青森県青森市浪館字泉川にある公立小学校。

## 概要
青森市は地域への学校開放、子どもたちの健全育成の拠点として重視している。青森県立青森南高等学校の近くで昔は「南校ブリザード」の通学路と言われた時期もある（生徒が通学路として校庭を用いていた）。現在は宅地化が進んでいるが、冬になれば相変わらずの雪の通学路になる。楽しんでいる人も多いようだが、問題視する声も一部議員にある。

## 部活動
現在はすべての部活動がクラブ化したため部活動はなく、クラブとして敷地内で練習などが行われている。
- 野球部
- サッカー部
- 吹奏楽部(2023年度より「ねぶたブリティッシュブラスバンドｊｒ.」に名称変更)
- ミニバスケットボール部（女子）
- バレーボール部（女子）

## 沿革
- 1975年（昭和50年）
  - 4月1日 - 開校。三内小学校と栄山小学校[1]の一部学区を編入。
  - 5月19日 - 校舎新築竣工。
- 1976年（昭和51年）
  - 3月6日 - 校旗樹立、校章・校歌制定。
  - 12月20日 - 体育館竣工。
- 1977年（昭和52年）
  - 3月6日 - 開校記念式典挙行。
  - 12月7日 - 開校記念碑「道を拓く」建立。
- 1978年（昭和53年）3月31日 - 浪館小学校開校に伴う学区変更により、浪館小学校に児童103名移籍。
- 1991年（平成3年）10月24日 - 「夢現の池」完成。
- 2012年（平成24年）4月1日 - 栄山小学校を統合[2]。
- 2024年（令和6年）11月22日 - 創立50周年記念式典挙行。

## 学区
- 千富町2丁目の一部、浪館（字志田、字泉川、字前田、字平岡の一部）、安田（字近野の一部、字稲森の一部、字若松の一部）、大野（字鳴滝の一部、字今井、字笹崎の一部）、金沢5丁目の一部、浪館前田4丁目
- 旧栄山学区（2012年から）：細越、安田（字稲森の一部、字若松の一部）

## アクセス
- 青森市営バス旭町通り線「南高校通り」バス停下車後、徒歩約290m・約5分。

## 進学先中学校
- 青森市立西中学校

## 参考資料
- 『新青森市史 別編教育（別巻） 年表・学校沿革』（青森市・2000年3月）「学校沿革 （一）小学校」210頁「泉川小学校 変遷」